# 브리스길라와 아굴라

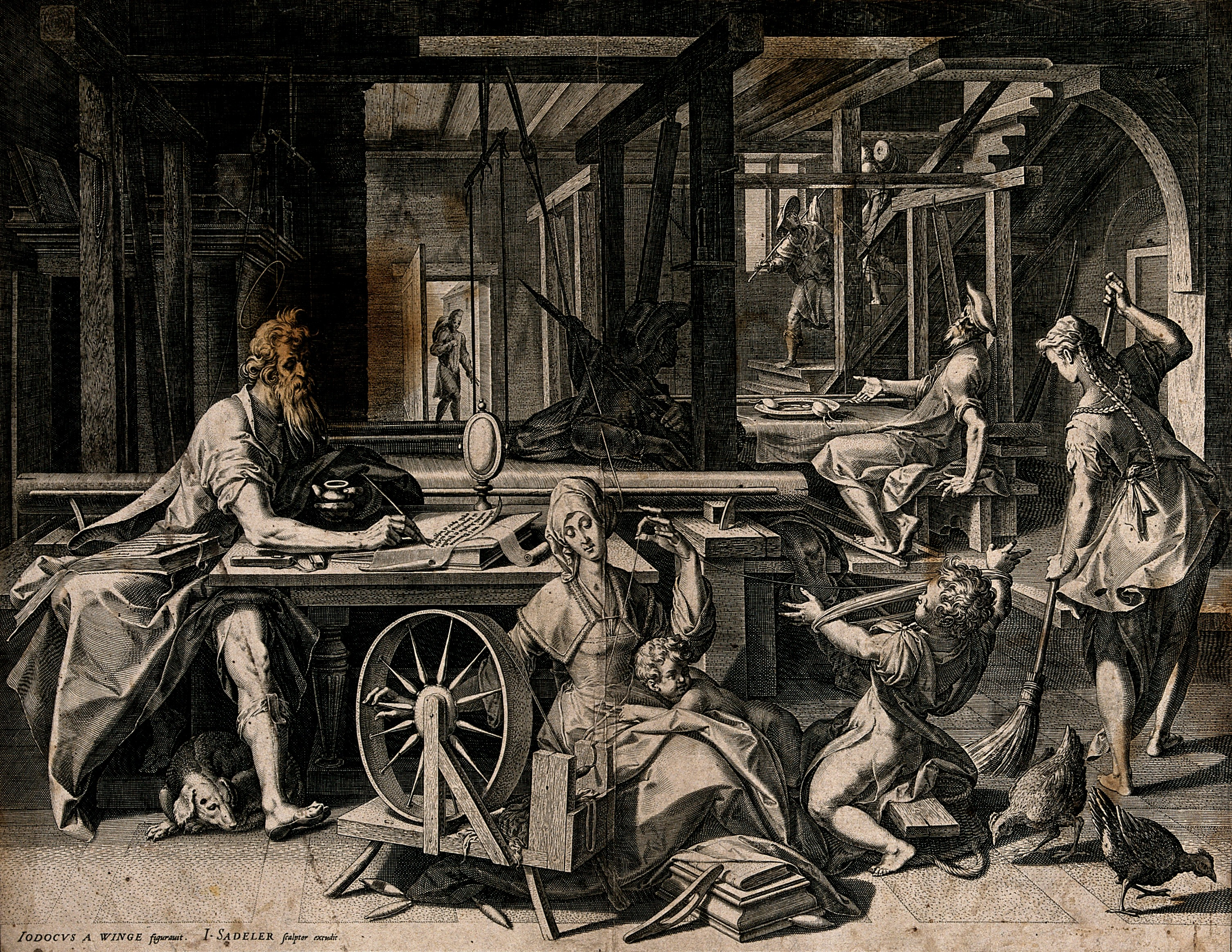

브리스킬라와 아퀼라(그리스어: Πρίσκιλλα και Ακύλας) 부부는 신약성서에 나오는 기독교인이다.
사도행전 18장 2절과 18절과 26절, 로마서 16장3절, 고린토인들에게 보낸 첫째 편지 16장 19절, 그리고 디모테오에게 보낸 둘째 편지 4장19절에 언급된다. 그들은 글라우디오 황제가 기독교를 믿는 유대인들이 많아지자 로마에서 추방하였고, 그들은 다른 유대인들처럼 고린도로 이주해 온 것으로 추정된다. 브리스킬라가 부인이고, 아퀼라가 남편인데, 파울로스는 로마인들에게 보내는 편지에서 남편인 아퀼라가 아닌, 부인인 브리스킬라를 먼저 말함으로써 여성인 브리스킬라를 존중한다. 이는 로마제국의 가부장주의에 반대하는 행동이다. 하지만 아퀼라가 노예 신분인 반면 부인인 브리스킬라가 명문 가문 출신이기 때문에 파울로스가 브리스킬라를 먼저 언급하였다는 진술이 설득력이 있다. 사도행전에 따르면 이들의 직업은 천막을 제조하는 일이었는데 파울로스 역시 사도가 되기 전 천막을 제조하는 일을 했다.